# Marg Moll

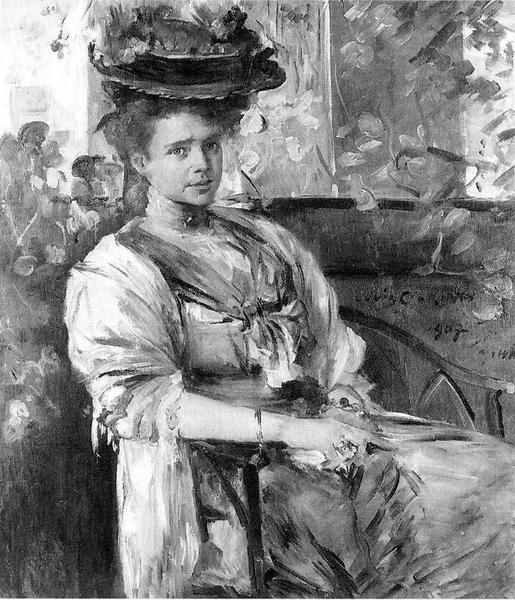
Lovis Corinth: Porträt der Margarethe Moll, 1907
Das Bild befindet sich im Hessischen Landesmuseum Darmstadt.

Marg Moll (* 2. August 1884 in Mülhausen, Deutsches Reich als Margarethe Haeffner; † 15. März 1977 in München) war eine deutsche Bildhauerin, Malerin und Autorin. Ausgehend von der realistischen Darstellung entwickelte sich ihr Stil hin zur Abstraktion.

## Ausbildung
Die Tochter eines Offiziers begann ihre künstlerische Ausbildung am Städelschen Kunstinstitut in Frankfurt am Main, wo sie sich bereits früh für die Bildhauerei interessierte. In den 1890er Jahren war sie Schülerin von Hans Völcker. 1905 nahm sie Unterricht bei dem Maler Oskar Moll, den sie ein Jahr später heiratete. Gemeinsam zog das Ehepaar nach Berlin und arbeitete im Atelier von Lovis Corinth, der 1907 ein Ölbild von ihr anfertigte. Darüber hinaus belegte Marg Moll Anatomiekurse an der Lewin-Funcke-Schule.

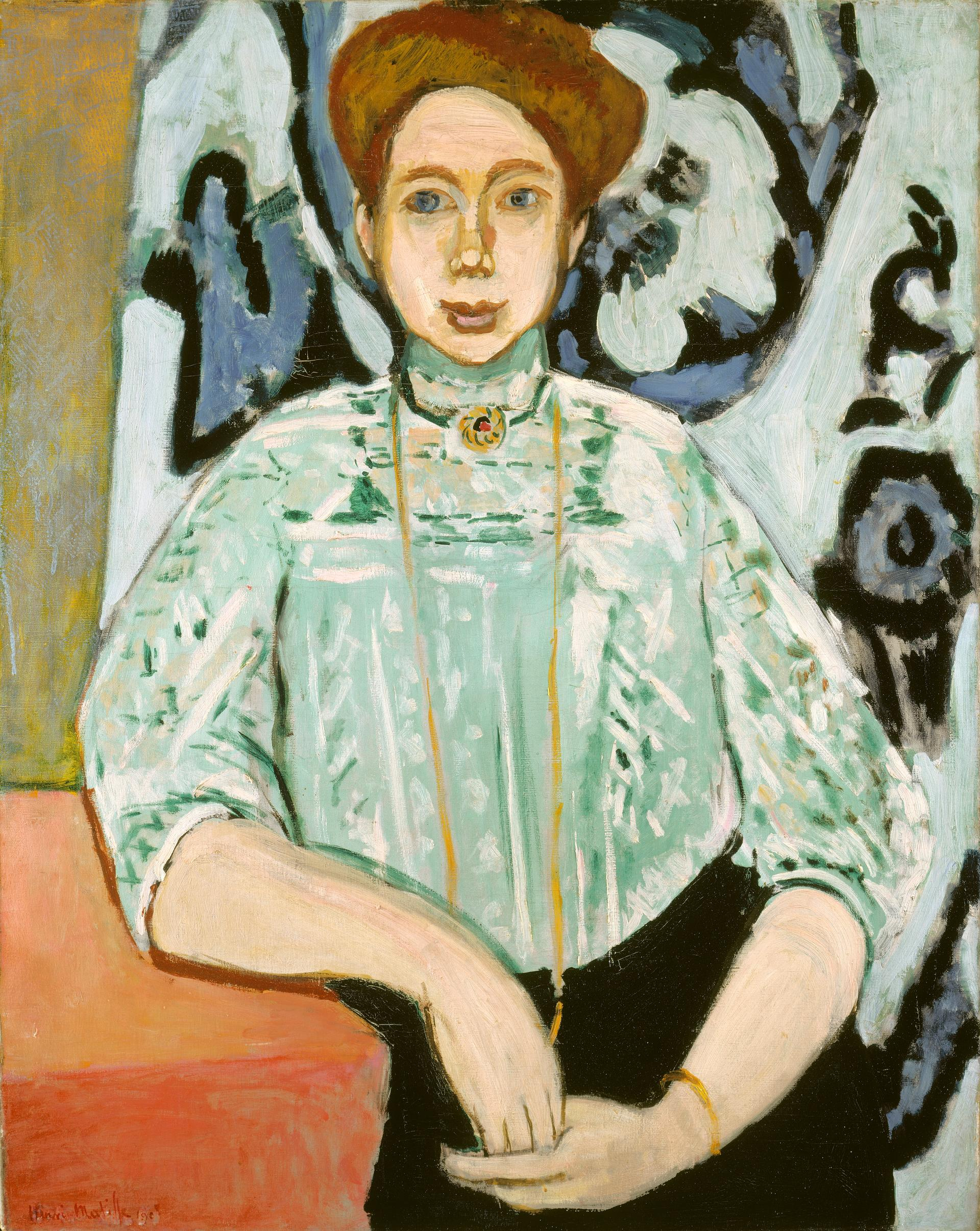
Henri Matisse: Porträt Greta Moll, 1908

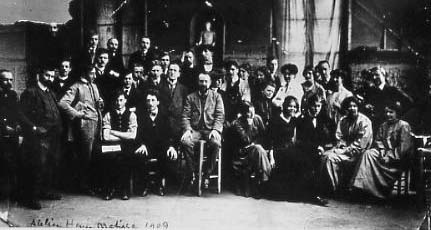
Matisse und seine Studenten in der Académie Matisse, Paris, 1909.

1907 siedelte das Paar nach Paris über. Dort freundeten sich die beiden mit Henri Matisse an. Das Künstlerpaar gehörte zu den maßgeblichen Leuten, die Matisse davon überzeugten und ihm dabei halfen, eine eigene Akademie zu gründen, die sogenannte Académie Matisse. In ihren „Erinnerungen an Matisse“ beschrieb sie auf lebendige Weise die Arbeitssituation in der „Académie“. In Matisse’ Schüleratelier arbeitete Marg Moll schwerpunktmäßig an plastischen Werken. Sein Porträt von ihr entstand 1908.
Nach dem Ersten Weltkrieg zog sie mit ihrem Ehemann nach Breslau, da Oskar Moll einen Ruf an die Staatliche Akademie für Kunst und Kunstgewerbe Breslau angenommen hatte. Die dortige Wohnung samt großzügigem Atelier wurde von August Endell mit modernen Möbeln ausgestattet.

## Künstlerisches Werk
Marg Moll schuf „ein variantenreiches bildhauerisches Werk“. Dabei verarbeitete sie Einflüsse der ihr in Paris bekannt gewordenen Bildhauer Alexander Archipenko, Constantin Brâncuși und Ossip Zadkine. 1928 arbeitete sie wiederum in Paris als Schülerin von Fernand Léger. Dort wurde sie Mitglied der Groupe 1940 und stellte zusammen mit Robert Delaunay und Albert Gleizes aus.
Ihr plastisches und malerisches Œuvre wurde mehr und mehr abstrakt. 1932 wurde die Breslauer Akademie geschlossen und das Künstlerpaar Moll zog zunächst nach Düsseldorf, wo Oskar Moll einen Lehrauftrag erhalten hatte. Nachdem die politische Situation für Künstler ihrer Art sich verschlechtert hatte, notierte Marg 1935 in ihr Notizbuch: „Es wird ungemütlich in Düsseldorf. Oskar überlegt, ob er nach England emigrieren soll, aber wir entschieden uns für Berlin.“ In Berlin hatte sich das Paar von dem befreundeten Architekten Hans Scharoun ein Haus am Halensee bauen lassen. Das Gebäude inklusive einer „beeindruckenden“ Sammlung eigener und fremder Werke wurde 1943 bei einem Bombenangriff zerstört.
Molls moderner Stil missfiel den Kulturdiktatoren der Zeit des Nationalsozialismus, und 1937 wurde in der NS-Aktion gegen „Entartete Kunst“ aus dem Schlesischen Museum der Bildenden Künste in Breslau fünf ihrer Arbeiten beschlagnahmt.
1940 nahm Marg Moll an der Gastausstellung des Vereins der Künstlerinnen zu Berlin teil. Weitere Ausstellungen in der Zeit des Nationalsozialismus sind nicht belegt. 1943 hatten die Molls wegen der zunehmenden Bombardements Berlin verlassen und zogen nach Brieg in Schlesien, wo Oskars Eltern ein Haus besaßen.
Nach dem Zweiten Weltkrieg und auch nach dem Tod ihres Ehemannes (1947) entwickelte Marg Moll konsequent ihren Stil weiter. 1947 bis 1950 hielt sie sich in Wales auf und traf in London mit Henry Moore zusammen. 1952 kehrte sie zunächst nach Düsseldorf zurück und unternahm Vortragsreisen im In- und Ausland. Ihr Werk zeichnet sich durch reduzierte, lineare Bronzen und gebeizte, expressive Holzskulpturen aus.

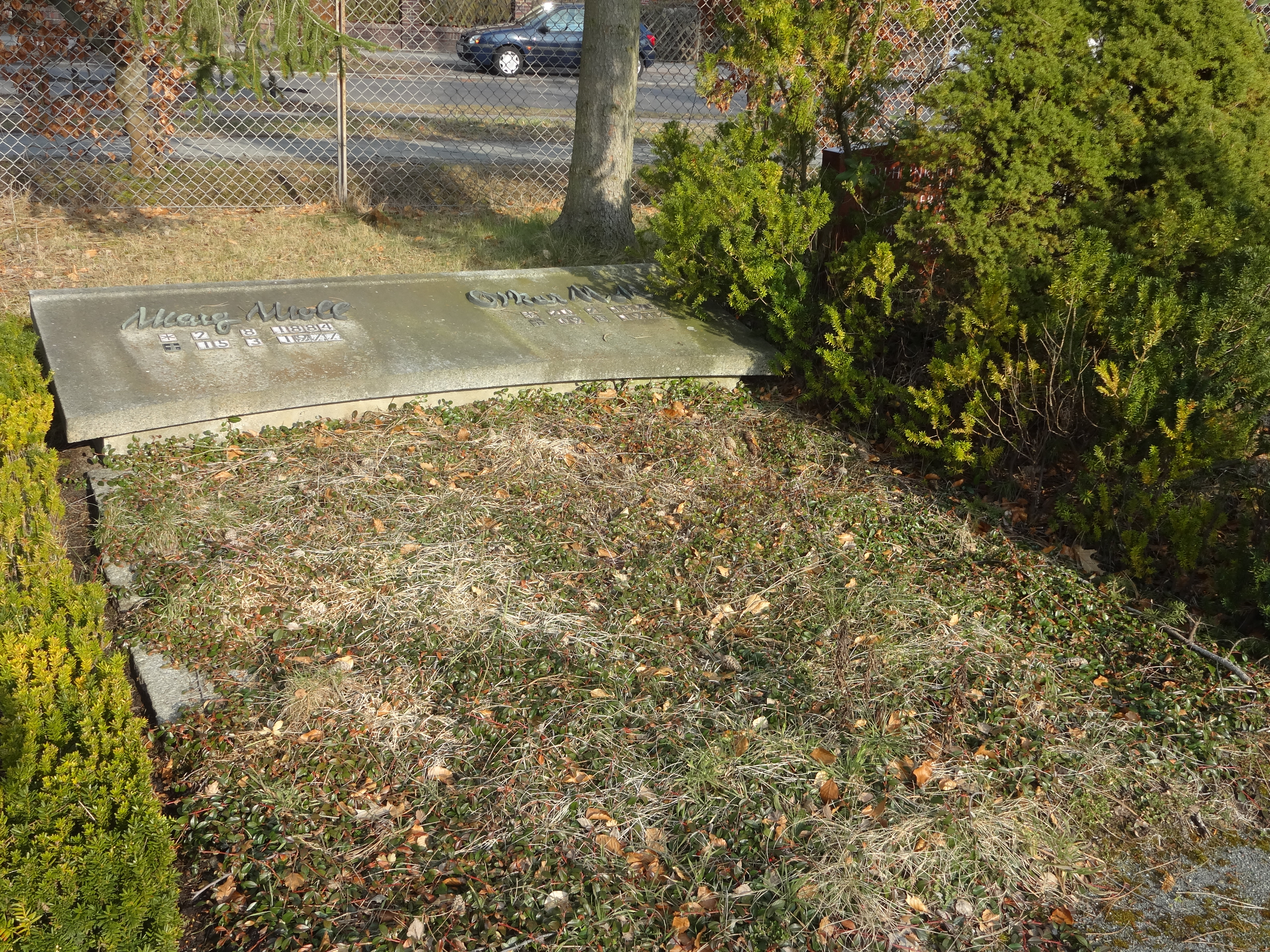
Grabstätte Marga und Oskar Moll

Marg Moll ist mit ihrem Mann in Berlin auf dem Städtischen Friedhof Zehlendorf bestattet worden. Das Grab war von 1987 bis 2011 als Ehrengrab des Landes Berlin ausgewiesen.
Die Tochter des Paares, Brigitte Würtz, kam 1918 in Breslau auf die Welt und wurde später auch Malerin. Sie starb 2018.

## Werke (Auswahl)

### 1937 als „entartet“ beschlagnahmte Werke
- Tänzerin (Skulptur, Messing, 1926, 65 cm)[8]

Molls Skulptur Tänzerin wurde 1937 für die Ausstellung Entartete Kunst beschlagnahmt und 1941 als Requisite in dem Propagandafilm Venus vor Gericht verwendet. Sie galt als verschollen, wurde aber bei archäologischen Grabungen wiedergefunden, die in Berlin seit 2009 an der Rathausstraße gegenüber dem Roten Rathaus im Vorfeld von U-Bahn-Bauarbeiten stattfanden, und dem Neuen Museum Berlin übergeben. Es gilt als sicher, dass sie mit weiteren Werken im August 1942 in ein Kellerdepot der Königstraße 50 in der Nähe des Rathauses eingelagert wurden. Das Gebäude wurde am Ende des Zweiten Weltkriegs zerstört und bei den nachfolgenden Enttrümmerungsaktionen blieb das Depot unentdeckt.
- Weiblicher Akt (Lithografie; vernichtet)[10]
- Landschaft (Tuschezeichnung, 29 × 23 cm; verschollen)
- Stillleben (Druckgrafik; vernichtet)
- Frauenkopf (Zeichnung, vernichtet)

### Weitere Werke (Auswahl)
- 1911: Am Wege Sitzende[11]
- 1928: Stehende mit Krug, Messing[12]
- 1930: Schwarzer Torso[13]
- vor 1946: Katzengruppe (Holz; 1946 auf der Kunstausstellung der Provinz Sachsen in Halle/Saale)[14][15]
- 1953: Miteinander (Dreiergruppe)[16]
- 1956: Torso[17]
- 1963: Trauernde, Holz[18]
- 1965: Paar, Holz[19]
- 1967: Familie, Holz[20]

## Ehrungen
- 1969 Verleihung des Großen Bundesverdienstordens
- 1970 Preismedaille auf der XVI. Kunstausstellung Köln

## Schriften
- Erinnerungen an Matisse, in: Neue Deutsche Hefte, Heft 23, Gütersloh 1956, S. 853 f. Wieder abgedruckt in: Ausstellungskatalog Matisse und seine deutschen Schüler, Pfalzgalerie Kaiserslautern/Ostdeutsche Galerie Regensburg 1988, S. 41 ff.

## Postume Ausstellungen (unvollständig)
- 2025: Berlin, Salongalerie „Die Möwe“ („Kühne Frauen. Von Leidenschaft und Widerstand in der Kunst“; mit Inge Flierl, Margarete Kubicka, Katja Meirowsky, Erna Schmidt-Caroll, Johanna Schütz-Wolff und Louise Stomps)